# دائرة زناتة
دائرة زناتة هي إحدى دوائر عمالة المحمدية، التابعة لجهة الدار البيضاء سطات، المملكة المغربية. تضم الدائرة 4 جماعات قروية، وبلغ عدد سكانها 80324 فرداً سنة 2004 حسب الإحصاء الرسمي للسكان والسكنى. يتبع للدائرة 12 مشخية و29 دوار.

## التقسيمات الإداريّة
تعتبر دائرة زناتة إحدى الدوائر المشكّلة لعمالة المحمدية، وهو التقسيم الإداري من المستوى الرابع المعتمد في المغرب. ينقسم عمالة المحمدية إلى 4 جماعات قروية تختلف من حيث السكان والمساحة، والتي بدورها تنقسم إلى مشيخات تضم عدداً من الدواوير.